# John Havlicek
(Jerry West)
John Joseph Havlicek, detto Hondo (Martins Ferry, 8 aprile 1940 – Jupiter, 25 aprile 2019), è stato un cestista statunitense, ala piccola che militò per tutta la carriera nei Boston Celtics, nella NBA.

## Carriera

### Il college e i draft
Figlio di immigrati cecoslovacchi, Havlicek frequentò come college Ohio State e si distinse sia nella pallacanestro che nel football americano. Con la squadra di basket arrivò per tre volte alla finale del torneo NCAA, vincendo nel 1960 e perdendo nei due anni successivi. Nel 1962 Havlicek venne scelto contemporaneamente dai Boston Celtics, squadra professionistica di pallacanestro, e dai Cleveland Browns, franchigia del football americano. A sorpresa Havlicek optò per il football; arrivò nella NBA solo nel 1963.

### La NBA
I Celtics erano una squadra vecchia che aveva vinto gli ultimi 5 campionati e Havlicek portò quell'ondata di freschezza che serviva alla squadra di Boston. Havlicek garantì alla dinastia dei Celtics la possibilità di continuare, e infatti vinsero cinque dei successivi sei titoli. Dopo questa grande impresa, l'allenatore Red Auerbach passò a fare il general manager e il leggendario Bill Russell divenne allenatore. Le vittorie di Havlicek non si fermano qui, poiché negli anni settanta vinse altri due titoli, precisamente nel 1973-74 e nel 1975-76, con una squadra completamente diversa rispetto a quella degli anni sessanta. Nel 1974 Havlicek venne anche nominato MVP delle finali.

### Premi e riconoscimenti
John Havlicek ha chiuso la carriera NBA con al suo attivo 8 titoli NBA con un MVP delle finali, 13 NBA All-Star Game giocati e quattro inclusioni nel migliore quintetto della lega. È al diciottesimo posto nella classifica dei migliori marcatori di tutti i tempi, con 26.395 punti. Dal 1983 è nella Basketball Hall of Fame e nel 1996 è stato inserito come uno dei migliori cinquanta giocatori di tutti i tempi. Con i suoi 26.395 punti è il miglior marcatore di tutti i tempi dei Boston Celtics.

## Statistiche
| † | Denota una stagione in cui ha vinto il titolo NBA. |
| * | Primo nella lega                                   |

### NBA

#### Regular Season
| Anno       | Squadra        | PG    | PT | MP    | TC%  | 3P% | TL%  | RP  | AP  | PRP | SP  | PP   |
| ---------- | -------------- | ----- | -- | ----- | ---- | --- | ---- | --- | --- | --- | --- | ---- |
| 1962-1963† | Boston Celtics | 80*   | -  | 27,5  | 44,5 | -   | 72,8 | 6,7 | 2,2 | -   | -   | 14,3 |
| 1963-1964† | Boston Celtics | 80    | -  | 32,3  | 41,7 | -   | 74,6 | 5,4 | 3,0 | -   | -   | 19,9 |
| 1964-1965† | Boston Celtics | 75    | -  | 28,9  | 40,1 | -   | 74,4 | 4,9 | 2,7 | -   | -   | 18,3 |
| 1965-1966† | Boston Celtics | 71    | -  | 30,6  | 39,9 | -   | 78,5 | 6,0 | 3,0 | -   | -   | 18,8 |
| 1966-1967  | Boston Celtics | 81*   | -  | 32,1  | 44,4 | -   | 82,8 | 6,6 | 3,4 | -   | -   | 21,4 |
| 1967-1968† | Boston Celtics | 82    | -  | 35,6  | 42,9 | -   | 81,2 | 6,7 | 4,7 | -   | -   | 20,7 |
| 1968-1969† | Boston Celtics | 82    | -  | 38,7  | 40,5 | -   | 78,0 | 7,0 | 5,4 | -   | -   | 21,6 |
| 1969-1970  | Boston Celtics | 81    | -  | 41,6  | 46,4 | -   | 84,4 | 7,8 | 6,8 | -   | -   | 24,2 |
| 1970-1971  | Boston Celtics | 81    | -  | 45,4* | 45,0 | -   | 81,8 | 9,0 | 7,5 | -   | -   | 28,9 |
| 1971-1972  | Boston Celtics | 82    | -  | 45,1* | 45,8 | -   | 83,4 | 8,2 | 7,5 | -   | -   | 27,5 |
| 1972-1973  | Boston Celtics | 80    | -  | 42,1  | 45,0 | -   | 85,8 | 7,1 | 6,6 | -   | -   | 23,8 |
| 1973-1974† | Boston Celtics | 76    | -  | 40,7  | 45,6 | -   | 83,2 | 6,4 | 5,9 | 1,3 | 0,4 | 22,6 |
| 1974-1975  | Boston Celtics | 82    | -  | 38,2  | 45,5 | -   | 87,0 | 5,9 | 5,3 | 1,3 | 0,2 | 19,2 |
| 1975-1976† | Boston Celtics | 76    | -  | 34,2  | 45,0 | -   | 84,4 | 4,1 | 3,7 | 1,3 | 0,4 | 17,0 |
| 1976-1977  | Boston Celtics | 79    | -  | 36,9  | 45,2 | -   | 81,6 | 4,8 | 5,1 | 1,1 | 0,2 | 17,7 |
| 1977-1978  | Boston Celtics | 82    | -  | 34,1  | 44,9 | -   | 85,5 | 4,0 | 4,0 | 1,1 | 0,3 | 16,1 |
| Carriera   | Carriera       | 1.270 | -  | 36,6  | 43,9 | -   | 81,5 | 6,3 | 4,8 | 1,2 | 0,3 | 20,8 |
| All-Star   | All-Star       | 13    | 10 | 23,3  | 48,1 | -   | 75,6 | 3,5 | 2,6 | 0,3 | 0   | 13,8 |

#### Play-off
| Anno     | Squadra        | PG  | PT | MP    | TC%  | 3P% | TL%  | RP  | AP  | PRP | SP  | PP   |
| -------- | -------------- | --- | -- | ----- | ---- | --- | ---- | --- | --- | --- | --- | ---- |
| 1963†    | Boston Celtics | 11  | -  | 23,1  | 44,8 | -   | 66,7 | 4,8 | 1,5 | -   | -   | 11,8 |
| 1964†    | Boston Celtics | 10  | -  | 28,9  | 38,4 | -   | 79,5 | 4,3 | 3,2 | -   | -   | 15,7 |
| 1965†    | Boston Celtics | 12* | -  | 33,8  | 35,2 | -   | 83,6 | 7,3 | 2,4 | -   | -   | 18,5 |
| 1966†    | Boston Celtics | 17* | -  | 42,3  | 40,9 | -   | 84,1 | 9,1 | 4,1 | -   | -   | 23,6 |
| 1967     | Boston Celtics | 9   | -  | 36,7  | 44,8 | -   | 80,3 | 8,1 | 3,1 | -   | -   | 27,4 |
| 1968†    | Boston Celtics | 19* | -  | 45,4  | 45,2 | -   | 82,8 | 8,6 | 7,5 | -   | -   | 25,9 |
| 1969†    | Boston Celtics | 18* | -  | 47,2* | 44,5 | -   | 85,5 | 9,9 | 5,6 | -   | -   | 25,4 |
| 1972     | Boston Celtics | 11  | -  | 47,0* | 46,0 | -   | 85,9 | 8,4 | 6,4 | -   | -   | 27,4 |
| 1973     | Boston Celtics | 12  | -  | 39,9  | 47,7 | -   | 82,4 | 5,2 | 5,4 | -   | -   | 23,8 |
| 1974†    | Boston Celtics | 18* | -  | 45,1  | 48,4 | -   | 88,1 | 6,4 | 6,0 | 1,3 | 0,3 | 27,1 |
| 1975     | Boston Celtics | 11  | -  | 42,2  | 43,2 | -   | 86,8 | 5,2 | 4,6 | 1,5 | 0,1 | 21,1 |
| 1976†    | Boston Celtics | 15  | -  | 33,7  | 44,4 | -   | 80,9 | 3,7 | 3,4 | 0,8 | 0,3 | 13,2 |
| 1977     | Boston Celtics | 9   | -  | 41,7  | 37,1 | -   | 82,0 | 5,4 | 6,9 | 0,9 | 0,4 | 18,3 |
| Carriera | Carriera       | 172 | -  | 39,9  | 43,6 | -   | 83,6 | 6,9 | 4,8 | 1,1 | 0,3 | 22,0 |

## Palmarès

### Giocatore
- Campionato NBA: 8

Boston Celtics: 1963, 1964, 1965, 1966, 1968, 1969, 1974, 1976
- MVP delle Finali NBA: 1974
- Convocazioni all'All-Star Game: 13

1966, 1967, 1968, 1969, 1970, 1971, 1972, 1973, 1974, 1975, 1976, 1977, 1978
- Squadre All-NBA: 11

First Team: 1971, 1972, 1973, 1974
Second Team: 1964, 1966, 1968, 1969, 1970, 1975, 1976
- Squadre All-Defensive: 8

First Team: 1972, 1973, 1974, 1975, 1976
Second Team: 1969, 1970, 1971
- Ventiduesimo miglior marcatore di sempre sommando ABA e NBA
- Diciannovesimo miglior marcatore di sempre NBA
- Quarantesimo per numero di assist di sempre NBA

#### Hall Of Fame
- Membro del Naismith Memorial Basketball Hall of Fame dal 1983
- Incluso tra gli 11 migliori giocatori nel trentacinquesimo anniversario della NBA
- Incluso tra i 50 migliori giocatori del cinquantenario della NBA
- Inserito nel NBA 75th Anniversary Team